# Höstsonaten (Oper)
Höstsonaten (deutsch: Herbstsonate) ist eine Oper in zwei Akten von Sebastian Fagerlund (Musik) mit einem Libretto von Gunilla Hemming nach dem Skript zu Ingmar Bergmans Filmdrama Herbstsonate. Die Uraufführung fand am 8. September 2017 in der Finnischen Nationaloper in Helsinki statt.

## Handlung

### Erster Akt
Szene 1. Abends im Pfarrhaus. Eva und ihr Mann Viktor, der Pfarrer der örtlichen Kirchengemeinde, unterhalten sich über den bevorstehenden Besuch von Evas Mutter Charlotte. Diese ist eine weltbekannte Konzertpianistin, die sie seit Jahren nicht mehr gesehen haben. Eva hat gemischte Gefühle ihr gegenüber.
Szene 2. In Helenas Zimmer. Eva hat vor einiger Zeit ihre schwerbehinderte jüngere Schwester Helena, die zuvor in einem Heim gelebt hatte, bei sich aufgenommen, um sie persönlich zu pflegen. Helena kann nicht gehen und hat zudem eine Sprachbehinderung, wegen der nur ihre Schwester ihre Worte verstehen kann. Eva und Viktor versuchen, sie auf den Besuch ihrer Mutter vorzubereiten. Sie überlegen, ob sie Charlotte das Grab ihres Sohnes Erik zeigen sollten. Eva weist darauf hin, dass sie nur durch einen Zufall vom Tod von Charlottes Liebhaber Leonardo erfahren haben. Das war auch der Auslöser für ihre Einladung. Eva rätselt über das Wesen der Liebe zwischen Mutter und Tochter.
Szene 3. Bühne einer Konzerthalle. Das Publikum wartet begierig auf die so verehrte und geliebte Pianistin Charlotte Andergast. Es handelt sich um eine geradezu symbiotische Beziehung: „Sie lebt durch uns und wir durch sie.“ Sie erscheint, und alle lauschen andächtig ihrem Programm.
Szene 4. Außerhalb des Pfarrhauses. Als Charlotte mit ihrer Tochter zusammentrifft, erzählt sie als erstes von ihrem neuen Anzug aus Zürich. Erst dann umarmen sie sich. Während Eva sie nach dem Tod Leonardos fragt und Charlotte darüber nachdenkt, erklingt dessen Stimme aus der Entfernung. Charlotte meint, sein Ende sei vollkommen friedlich gewesen. Sie bemüht sich, sich nicht von Trauer vereinnahmen zu lassen. Daher gibt sie weiter ihre Konzerte. Auf Evas Hinweis, dass auch sie selbst gelegentlich in der Kirche spiele, antwortet ihre Mutter lediglich mit einer Auflistung ihrer eigenen großen Erfolge. Sie reagiert schockiert, als sie erfährt, dass Eva Helena zu sich genommen hat, und bittet um einige Minuten Ruhe, damit sie ihre Fassung wiedergewinnen kann.
Szene 5. Charlotte trifft erneut mit ihrem Publikum zusammen. Obwohl alle ihre Bewunderung ausdrücken, ist sie nachdenklich geworden. Sie gibt zu, häufig eine Leere in sich zu verspüren und hält ihr gefühlvolles Klavierspiel für Schwindel.
Szene 6. Helenas Zimmer. Eva führt Charlotte in Helenas Zimmer. Charlotte ist unsicher und verhält sich ungeschickt ihrer jüngeren Tochter gegenüber, deren Worte sie nicht versteht. Sie bewundert ein Kleid, das sie im Zimmer findet, und ist überrascht, als Eva ihr mitteilt, dass sie selbst es Helena in Bornholm geschenkt hatte, als Leonardo noch lebte. Dessen Stimme erklingt erneut und erinnert an die damalige Zeit, als Helena noch als junges zerbrechliches Mädchen bei ihnen wohnte, bevor sie ins Heim abgeschoben wurde.
Szene 7. Vor dem Publikum reflektiert Charlotte ihr Leben. Sie wird von Schuldgefühlen geplagt und beschließt, ihren Aufenthalt zu kürzen. Sie geht, und Eva erscheint – überrascht über die Anwesenheit der Zuhörer, denen sie Gefühlskälte vorwirft. Sie versucht wütend, die Leute hinauszuwerfen. Doch diese entgegnen, dass sie eine Entschädigung für ihre Investition und ihre Anwesenheit verlangen.
Szene 8. Nach dem Abendessen kehrt Charlotte gut gelaunt zurück und lässt sich von ihrem Publikum feiern. Alle bewundern ihr rotes Kleid. Sie fordert Eva auf, für sie ein Stück auf dem Klavier zu spielen, verliert aber schnell das Interesse daran. Auch die Zuhörer blättern gelangweilt in ihren Programmheften. Eva glaubt, ihrer Mutter habe der Vortrag nicht gefallen. Sie verlangt nun, ihre Version zu hören. Das Publikum erklärt, wie das Stück gespielt werden müsste. Charlotte erzählt, dass sie es um die Zeit von Eriks Geburt herum aufgenommen hat.
Szene 9. Auf dem Friedhof erzählt Viktor Charlotte vom Tod seines und Evas Sohnes Erik am Tag vor seinem vierten Geburtstag. Eva scheint das nie verwunden zu haben und immer noch seine Anwesenheit zu verspüren. Viktor gesteht, dass auch ihn Verlust seines Sohnes schwer getroffen hat.
Szene 10. Leonardo spricht über die Schwierigkeiten der Menschen im Umgang mit überwältigenden Gefühlen. Charlotte fürchtet, dass sich ihre Tochter eines Tages etwas antun könnte.
Szene 11. Charlottes Zimmer. Charlotte führt ihr allabendliches Ritual vor dem Schlafengehen aus und zählt die verschiedenen Gegenstände auf, die sie dafür benötigt. Besonders ihre Rückenschmerzen machen ihr zu schaffen. Das Publikum wünscht ihr „Gute Nacht“.
Szene 12. Im Dunkeln schreit Helena plötzlich im Schlaf. Eva eilt sofort zu ihr, um sie zu beruhigen.
Szene 13. Mitternacht. Auch Charlotte ist erwacht und aufgestanden. Sie trifft auf Eva, als diese gerade Helenas Zimmer verlässt. Eva lässt ihren Emotionen über ihre Mutter freien Lauf. Sie hatte sich schon als Kind immer von ihr ungeliebt gefühlt und wirft ihr dies nun mit deutlichen Worten vor. Charlotte versucht sich zu verteidigen, doch es wird klar, dass sich ihre Erinnerungen von denen ihrer Tochter stark unterscheiden. Schließlich gibt sie zu, dass sie für acht Monate mit ihrem Liebhaber Martin zusammengelebt hatte, während Eva ihren Vater zu trösten versuchte.

### Zweiter Akt
Szene 14. Nacht. Eva und Charlotte fahren mit ihrer Unterhaltung fort. Eva beklagt sich über die häufige Abwesenheit ihrer Mutter wegen ihrer Konzertreisen. Das Gespräch wird zunehmend hitziger. Beide reden durcheinander. Helena schreit erneut, und Eva geht zu ihr.
Szene 15. Nacht. Das Publikum erscheint wieder und macht der von den Anschuldigungen ihrer Tochter schwer getroffenen Charlotte Mut.
Szene 16. Nacht. Nach Evas Rückkehr fährt Charlotte mit den Vorwürfen fort. Das Publikum nimmt nun ebenfalls an dem Streitgespräch teil. Eva erinnert ihre Mutter an ihre Jugendliebe Stefan, von dem sie im Alter von 18 Jahren ein Kind erwartete. Charlotte hatte damals auf einer Abtreibung bestanden. Eva nennt sie einen „emotionalen Krüppel“ und „hoffnungslos egozentrisch“. Sie habe ihr Leben ruiniert, gerade als sie am meisten Zuwendung gebraucht hätte. Viktor erscheint und stellt sich auf die Seite seiner Frau. Charlotte muss plötzlich an ihre eigene Kindheit denken. Auch sie hatte nie Liebe von ihren Eltern erfahren und sich nach Evas Geburt völlig hilflos gefühlt.
Szene 17. Nacht. Auf einmal erscheint Helena, nun offenbar völlig gesund, und erzählt von ihrem gemeinsamen Aufenthalt in Bornholm vor vielen Jahren. Damals habe sich Leonardo ihr eines Nachts unsittlich genähert. Charlotte habe nichts dagegen unternommen, sondern sei abgereist. Eva erzählt weiter, dass Helena so aufgelöst war, dass sie den Arzt rufen musste. Eva, Viktor und auch Leonardo geben Charlotte die Schuld an Helenas Krankheit. Charlotte bittet Eva um Vergebung, doch nur ihr Publikum kann sie noch trösten.
Szene 18. Morgens in Helenas Zimmer. Viktor informiert Helena darüber, dass Charlotte in der Nacht abgereist ist. Das regt Helena so auf, dass sie versucht, das Bett zu verlassen. Viktor versucht sie zurückzuhalten und ruft nach seiner Frau.
Szene 19. Später im Pfarrhaus. Eva schreibt einen versöhnlichen Brief an ihre Mutter. Gleichzeitig telefoniert diese in einer anderen Stadt mit ihrem Agenten und erzählt ihm von ihrem Besuch. Sie fragt sich, warum Helena nicht sterben dürfe. Eva dagegen hat die Hoffnung auf Versöhnung noch nicht aufgegeben.

## Gestaltung
Das Libretto hält sich größtenteils an die Filmvorlage. Neu sind die Auftritte von Erik, dem verstorbenen Sohn Viktors und Evas, und von Charlottes ebenfalls verstorbenem Lebensgefährten Leonardo – als reale Personen, nicht nur in Visionen. Auch die schwerbehinderte Schwester Helena steigt in einer Szene aus ihrem Rollstuhl. Außerdem tritt das Konzertpublikum Charlottes immer wieder an ihrer Seite auf. Auf der anderen Seite fehlt die im Film wohl bekannteste Szene – das gegenseitige Vorspiel von Chopins Prélude Nr. 2 a-Moll.
Der bislang vor allem als Komponist von Instrumentalwerken bekannt gewordene Komponist Sebastian Fagerlund legt den Schwerpunkt auf den Orchestersatz. Der Rezensent der Opernwelt beschrieb seine Klangwelt folgendermaßen: „Stehende Akkordsäulen, plötzlich emporschäumend in euphorische Kadenzregionen, Momente des Triumphes andeutend, die letztlich doch ausbleiben, eine harmonische Aura mithin, die das Abgründige, Bedrohliche keineswegs übertüncht, sondern deutlicher ins Bewusstsein treten lässt als alle marktgängigen Dissonanzorgien.“ Die Gesangspartien stehen dahinter zurück. Auf Elemente des Belcanto-Stil verzichtet der Komponist. Es gibt vorwiegend kurze schillernde Motive. Vor allem die Partie der Eva hat allerdings starke emotionale Momente, die sich auch in anspruchsvollerer Musik ausdrückt.

### Orchester
Die Orchesterbesetzung der Oper enthält die folgenden Instrumente:
- Holzbläser: drei Flöten (3. auch Piccolo), drei Oboen (3. auch Englischhorn), drei Klarinetten in B (3. auch Bassklarinette in B), zwei Fagotte, Kontrafagott
- Blechbläser: vier Hörner in F, drei Trompeten in C, drei Posaunen, Tuba
- Pauken, Schlagzeug (drei Spieler):
  - I. Vibraphon, Triangel, kleine Trommel, große Trommel, vier hängende Becken, Claves
  - II. Röhrenglocken, chinesischer Glockenbaum, Marimba, Crotales, Sandblöcke, zwei hängende Becken, Tamtam (mittelgroß)
  - III. Glockenspiel, Holzblöcke, große Brake drum, Thai Gongs, Tamtam (groß), Peitsche, vier Tomtoms
- Klavier
- Harfe
- Streicher

## Werkgeschichte
Die Oper ist ein Auftragswerk der Finnischen Nationaloper. Das Libretto von Gunilla Hemming basiert auf dem Skript zu Ingmar Bergmans Filmdrama Herbstsonate. Die Rolle der Charlotte komponierte Sebastian Fagerlund speziell für die Stimme der Sängerin Anne Sofie von Otter.
Fagerlund erzählte in einem Interview, dass er den Film ungefähr 20 Jahre zuvor zum ersten Mal gesehen hatte. Als er 2013/2014 mit der Komposition begann, beschloss er, ihn sich nicht noch einmal anzusehen. Lilli Paasikivi, die künstlerische Direktoren der FNO, habe ihn im Dezember 2012 angerufen und gefragt, ob er Interesse hätte, eine Oper zu schreiben. Beim nachfolgenden Treffen habe sie den Film als Sujet vorgeschlagen. Wieder zuhause, habe er sich das Skript mehrere Male durchgelesen und anschließend zugesagt. Er habe schnell festgestellt, dass die Charaktere bereits in seinem Unterbewusstsein existierten und sich alles sehr plausibel anfühlte.
Das Werk wurde mit großen Vorschusslorbeeren bedacht. Beispielsweise rechnete das Magazin Operawire die Produktion noch vor der Uraufführung zu den 10 internationalen „Must See Opera Productions“ der Saison 2017/2018.
Bei der Uraufführung am 8. September 2017 in der Finnischen Nationaloper in Helsinki sangen Helena Juntunen (Helena), Erika Sunnegårdh (Eva), Anne Sofie von Otter (Charlotte), Tommi Hakala (Viktor) und Nicholas Söderlund (Leonardo). Dirigent war John Storgårds, die Inszenierung stammte von Stéphane Braunschweig, die Kostüme von Thibault Vancraenenbroeck und das Lichtdesign von Marion Hewlett. Die Aufführung vom 23. September wurde live auf der Website der öffentlich-rechtlichen finnischen YLE, der Website Stage24 der Finnischen Nationaloper und auf The Opera Platform im Internet gestreamt und anschließend als Video-on-Demand bereitgestellt. Das schwedische Klassiklabel BIS Records brachte das Werk auf SACD heraus.
Nach der Premiere waren die Kritiken zurückhaltender. Der Rezensent der Zeitschrift Opernwelt beispielsweise erkannte zwar „musikalische Meriten, allerdings keine wirklich überzeugende Botschaft.“ Er bemängelte, dass der „aufgebaute Spannungsbogen […] im zweiten Akt verloren [gehe], die drakonisch vertonten Konflikte […] in elegischer Belanglosigkeit“ enden und „Ingmar Bergmans verstörend-rätselhafte Schlussszene zugunsten der sozialverträglichen Lösung geglättet“ wurde. Der Rezensent der Opera Lounge lobte die Musik und die Inszenierung, meinte aber auch, dass das Werk „kein Plus gegenüber dem Film von 1978“ besitze.